# Yoo Sang-chul
Yoo Sang-chul (ur. 18 października 1971 w Seulu, zm. 7 czerwca 2021 tamże) – południowokoreański piłkarz grający na pozycji ofensywnego pomocnika.

## Kariera klubowa
W latach 1990–1993 Yoo uczęszczał na Konkuk University w stolicy kraju Seulu. Występował wówczas w akademickiej drużynie piłki nożnej. W 1994 roku podpisał profesjonalny kontrakt z zespołem K-League, Ulsan Hyundai. Swój pierwszy sukces w klubie z miasta Ulsan osiągnął w 1995 roku, gdy zdobył z nim Adidas Cup. Natomiast w 1996 roku zdobył z nim swój pierwszy w karierze tytuł mistrza kraju i pierwszy w historii zespołu Ulsan Hyundai. W 1998 roku po raz drugi wygrał Adidas Cup, wystąpił w finale Pucharu Korei Południowej, przegranym 1:2 z Anyang LG Cheetahs oraz został wicemistrzem kraju.
W 1999 roku Sang-chul wyjechał do Japonii i podpisał kontrakt z klubem J-League, Yokohama F. Marinos. W Yokohamie był podstawowym zawodnikiem, a w 2000 roku z 17 golami stał się najlepszym strzelcem zespołu. Został mistrzem pierwszej fazy J-League, a w ostatecznym rozrachunku wicemistrzem Japonii. W 2001 roku Koreańczyk odszedł do Kashiwy Reysol. W klubie tym występował przez półtora roku, ale nie osiągnął większych sukcesów. W połowie 2002 roku Yoo wrócił do ojczyzny, do zespołu Ulsan Hyundai. W 2002 i 2003 roku dwukrotnie z rzędu Hyundai został wicemistrzem Korei. Jeszcze w 2003 roku ponownie został zawodnikiem Yokohamy dokańczając w niej sezon 2003. Został z nią zarówno mistrzem pierwszej, jak i drugiej fazy, a ostatecznie mistrzem 2003 roku J-League. W 2004 roku powtórzył ten sukces. W 2005 roku wrócił do Ulsan. Pod koniec sezonu klub wywalczył swoje drugie mistrzostwo w historii, a w 2006 wygrał A3 Champions Cup. W 2006 Yoo rozegrał tylko jeden mecz w rozgrywkach K-League i postanowił zakończyć piłkarską karierę. Liczył sobie wówczas 35 lat.
| Sezon | Klub                | Kraj             | Rozgrywki | Mecze | Bramki |
| ----- | ------------------- | ---------------- | --------- | ----- | ------ |
| 1994  | Ulsan Hyundai       | Korea Południowa | K-League  | 26    | 5      |
| 1995  | Ulsan Hyundai       | Korea Południowa | K-League  | 33    | 2      |
| 1996  | Ulsan Hyundai       | Korea Południowa | K-League  | 6     | 1      |
| 1997  | Ulsan Hyundai       | Korea Południowa | K-League  | 17    | 1      |
| 1998  | Ulsan Hyundai       | Korea Południowa | K-League  | 23    | 15     |
| 1999  | Yokohama F. Marinos | Japonia          | J-League  | 22    | 7      |
| 2000  | Yokohama F. Marinos | Japonia          | J-League  | 22    | 17     |
| 2001  | Kashiwa Reysol      | Japonia          | J-League  | 24    | 9      |
| 2002  | Kashiwa Reysol      | Japonia          | J-League  | 9     | 5      |
| 2002  | Ulsan Hyundai       | Korea Południowa | K-League  | 8     | 9      |
| 2003  | Ulsan Hyundai       | Korea Południowa | K-League  | 10    | 3      |
| 2003  | Yokohama F. Marinos | Japonia          | J-League  | 17    | 5      |
| 2004  | Yokohama F. Marinos | Japonia          | J-League  | 19    | 0      |
| 2005  | Ulsan Hyundai       | Korea Południowa | K-League  | 12    | 1      |
| 2006  | Ulsan Hyundai       | Korea Południowa | K-League  | 1     | 0      |

## Kariera reprezentacyjna
W reprezentacji Korei Południowej Yoo zadebiutował za kadencji selekcjonera Ho Kima, 5 marca 1994 roku w przegranym 0:1 towarzyskim spotkaniu z USA. Pierwszego gola w kadrze narodowej zdobył 11 października tego samego roku w wygranym 3:2 meczu z Japonią. W 1998 roku był w kadrze Korei na Mistrzostwa Świata we Francji. Tam zagrał w trzech spotkaniach grupowych: przegranych 1:3 z Meksykiem i 0:5 z Holandią, a także zremisowanym 1:1 z Belgią (w 70. minucie zdobył gola na 1:1). Z kolei w 2002 roku został powołany przez Guusa Hiddinka do kadry na Mistrzostwa Świata 2002, których gospodarzem była Korea Południowa. Był podstawowym zawodnikiem Korei na tym turnieju i wystąpił we wszystkich spotkaniach: najpierw w grupowych z Polską (2:0 i gol w 54. minucie spotkania na 2:0), USA (1:1) i Portugalią (1:0), następnie w 1/8 finału z Włochami (2:1), ćwierćfinale z Hiszpanią (0:0, karne 5:3), półfinale z Niemcami oraz meczu o 3. miejsce z Turcją (2:3). Ostatni mecz w reprezentacji rozegrał w 2004 roku. W kadrze narodowej zagrał 122 razy i zdobył 18 bramek.